# Het sprekende testament
Het sprekende testament is het tweeënveertigste stripverhaal uit de reeks van Suske en Wiske. Het is geschreven door Willy Vandersteen en gepubliceerd in De Standaard en Het Nieuwsblad van 4 juni 1957 tot en met 12 oktober 1957. Tijdens de voorpublicatie in de Belgische kranten heette het verhaal Het taterende testament. Deze titel is in de albumuitgaven gewijzigd in de huidige.
De eerste albumuitgave was in 1958, destijds in de Vlaamse ongekleurde reeks met nummer 32. In 1971 verscheen het verhaal in de Vierkleurenreeks met albumnummer 119. In 1997 is de geheel oorspronkelijke versie opnieuw uitgebracht in Suske en Wiske Klassiek.

## Personages
- Suske, Wiske, tante Sidonia, Lambik, Jerom, chef Jansen, meneer Peeters, H. Hiks (notaris). Van Zwollem en zijn dochter Anne-Marie verschijnen hier voor het eerst, in dit verhaal samen met de tuinman Dorus en Emilie de ekster.

## Het verhaal
Als de vrienden na hun vorige avontuur terugkomen uit Japan, blijken hun woningen in een grote brand te zijn verwoest. Ze huren gezamenlijk een huisje. Jerom gaat werken in een zuivelfabriek waar hij melkflessen controleert. Lambik werkt op kantoor en samen met Jerom gaat hij modeltreintjes bouwen om aan de sleur te ontsnappen. Lambik wordt ontslagen en krijgt van zijn chef een geheimzinnige brief die hij is vergeten af te leveren mee. In de brief blijkt een spoel te zitten met een ingesproken tekst: een excentrieke miljonair die is gestorven zonder nakomelingen laat zijn hele vermogen na aan degene die erin slaagt om met een voertuig naar eigen keuze een rally te rijden waarbij tien levensgevaarlijke opdrachten dienen te worden uitgevoerd. Het reglement van deze rally staat ook op de spoel. Als Lambik overweegt of hij kan meedoen aan deze rally, om zo de erfenis te krijgen, twijfelt hij eerst. Wiske herinnert hem eraan dat hij de talisman van prinses Sholofly bezit, die ervoor zorgt dat de bezitter honderd jaar zal worden, ongeacht wat hem overkomt. Lambik kan de notaris nog net op tijd terugroepen nadat hij hem al had weggestuurd, zodat hij zich alsnog kan inschrijven voor de rally. De notaris waarschuwt hem dat hij de spoel goed moet verstoppen, want als iemand er kennis van neemt, mag deze net als Lambik aan de rally deelnemen.
Lambik bouwt de "Droomexpress", een grote trein met woonwagen en aanhanger met tuin, en hij gaat kijken bij een kasteel dat hij wil kopen als hij de erfenis heeft gewonnen. Bij het kasteel worden ze aangevallen door een wat oudere man, die met een speelgoedpistool op Lambik schiet. De man roept dat hij Davy Crockett (een populaire Amerikaanse volksheld) is en springt op een hobbelpaard. Zijn dochter Anne-Marie van Zwollem legt uit dat haar vader in de war is geraakt nadat hij zijn hele fortuin is kwijtgeraakt. Van Zwollem lijdt nu aan een speelgoedcomplex en een sterke vorm van infantilisme. Hij wordt naar een gesticht gebracht als hij niet van ophouden blijkt te weten. Lambik ziet ook iemand foto's maken van zijn trein.
De spoel, waarop de regels van de rally staan, blijkt verdwenen te zijn. 's Nachts schrikt Sidonia heel erg van een grote kat, en ze wordt naar een rusthuis gebracht. De spoel wordt vervolgens weer terugbezorgd via notaris H. Hiks. De volgende dag begint de rally om 10 uur 's ochtends op de Zuidlaan, maar dan blijkt dat er nog een deelnemer is die een kopie van de spoel in handen heeft gekregen. De tegenstander is vermomd als kat. Hij of zij moet ook degene zijn die de spoel heeft gestolen en door Sidonia is gezien. Hij moet ook degene zijn geweest die de trein van Lambik heeft gefotografeerd, aangezien hij eveneens met een trein aan de start is verschenen. Lambik en de kat moeten nu de gevaarlijke opdrachten volbrengen die via de spoelen worden aangekondigd. Zo moeten ze over een antitankversperring zien te komen, op het Noordzeestrand driemaal op een geladen mijn slaan met het risico dat deze kan ontploffen, en tot negen uur 's morgens voor een willekeurig stilstaand voertuig slapen in de hoop dat het voor die tijd niet zal wegrijden. De kat lost dit heel handig op; hij gaat voor de trein van Lambik liggen omdat hij weet dat deze voor negen uur 's morgens niet verder zal rijden. Lambik ligt op zijn beurt voor een stilstaande straatwals in de hoop niet voor negen uur 's morgens te worden platgewalst. Ook moeten ze tijdens een hevige onweersbui voor bliksemafleider spelen, hetgeen de kat slim oplost door een lange staaf naast zich te plaatsen om de bliksem op te vangen. Lambik wordt vol geraakt door de bliksem maar overleeft het dankzij de talisman. Maar dat houd niet in dat hij niets voelt. Hij denkt dan ook aan opgeven.
Suske, Wiske en Jerom volgen inmiddels de rally. Als de beide deelnemers een trein over zich heen moeten laten rijden, blijkt de talisman van Lambik verdwenen te zijn. Suske en Wiske geven hem een valse talisman zodat hij de rally uitrijdt. Jerom blijkt de talisman van Lambik uit medelijden aan de kat gegeven te hebben, zodat deze de opdracht met de trein kon volbrengen zonder te sterven. Lambik wordt hierbij geholpen door Jerom die het spoor optilt, zodat de trein over hem heen kan rijden. Op deze manier kon hij de opdracht zonder talisman volbrengen zonder te sterven. De kat blijkt Anne-Marie te zijn, die het kasteel wil gebruiken om voor zwakke kinderen te zorgen. De ekster van tuinman Dorus, Emilie, blijkt de spoel gestolen te hebben en zo kwam de spoel in handen van Anne-Marie en haar vader, zodat zij er een kopie van konden maken en aan de rally konden deelnemen om de erfenis in handen te krijgen. Van Zwollem is ontslagen uit het gesticht en doet ook mee met de rally. 
Lambik wint de race uiteindelijk net op het nippertje. Hij wil het geld niet delen, ook niet met zijn vrienden, omdat die hem een valse talisman gegeven hebben. Hij voelt zich verraden en zegt nooit meer iets met hen te maken te willen hebben. Alleen tante Sidonia mag met hem mee naar het kasteel, maar die blijkt kinderen meegenomen te hebben uit het rusthuis. De kinderen herstellen van kinderverlamming. Lambik zegt dat het zijn kasteel is en dat niemand anders erin mag. Iedereen is woedend op hem. Als Anne-Marie en haar vader de volgende dag klaar staan om het kasteel aan Lambik over te dragen, blijkt dat Lambik de zieke kinderen al opgehaald heeft. Om iedereen een poets te bakken deed hij alleen maar alsof hij enorm egoïstisch was geworden. Hij schenkt het kasteel aan Anne-Marie en haar vader.

## Achtergronden bij het verhaal
- Dit verhaal is ook uitgebracht als luister-strip (een soort hoorspel): een lp of cassette van het stripboek.
- Tijdens de rally rijden de vrienden langs een reclamebord waarop de hond Bessy staat uitgebeeld, de hoofdpersoon uit een andere strip van Vandersteen. Ook in De spokenjagers en De zwarte zwaan heeft Vandersteen verwijzingen naar deze strip opgenomen.
- Het verhaal is ook in het Italiaans uitgegeven (Bob e Bobetta - il testamento parlante).